# Большой Теренкуль (озеро, Челябинская область)
Большо́й Тере́нкуль — озеро в Челябинской области, в Чебаркульском районе, севернее города Чебаркуль. Горное озеро приуроченное к межгорной котловине эрозионно-тектонического происхождения. Граничит с Ильменским заповедником.

## География

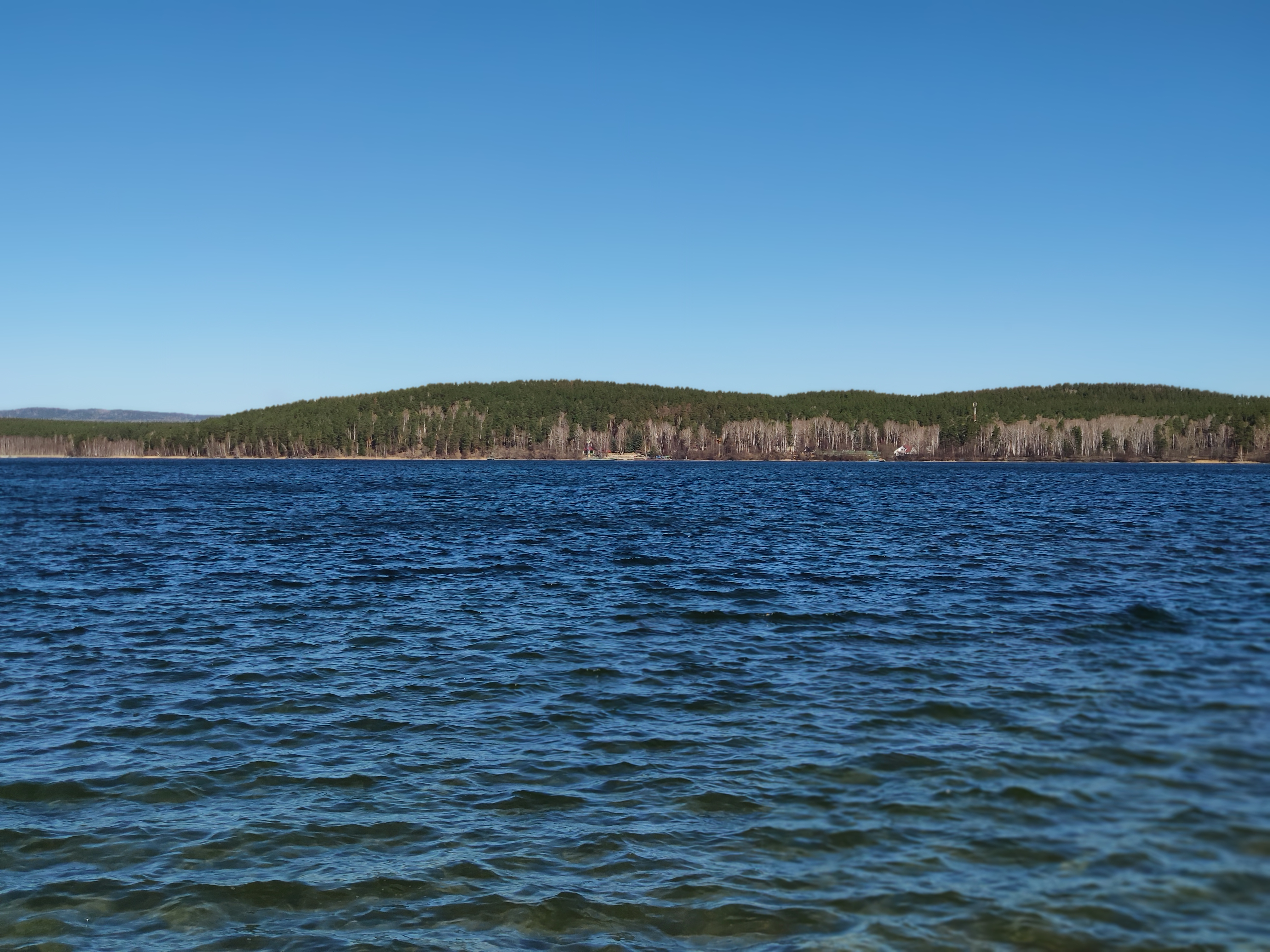

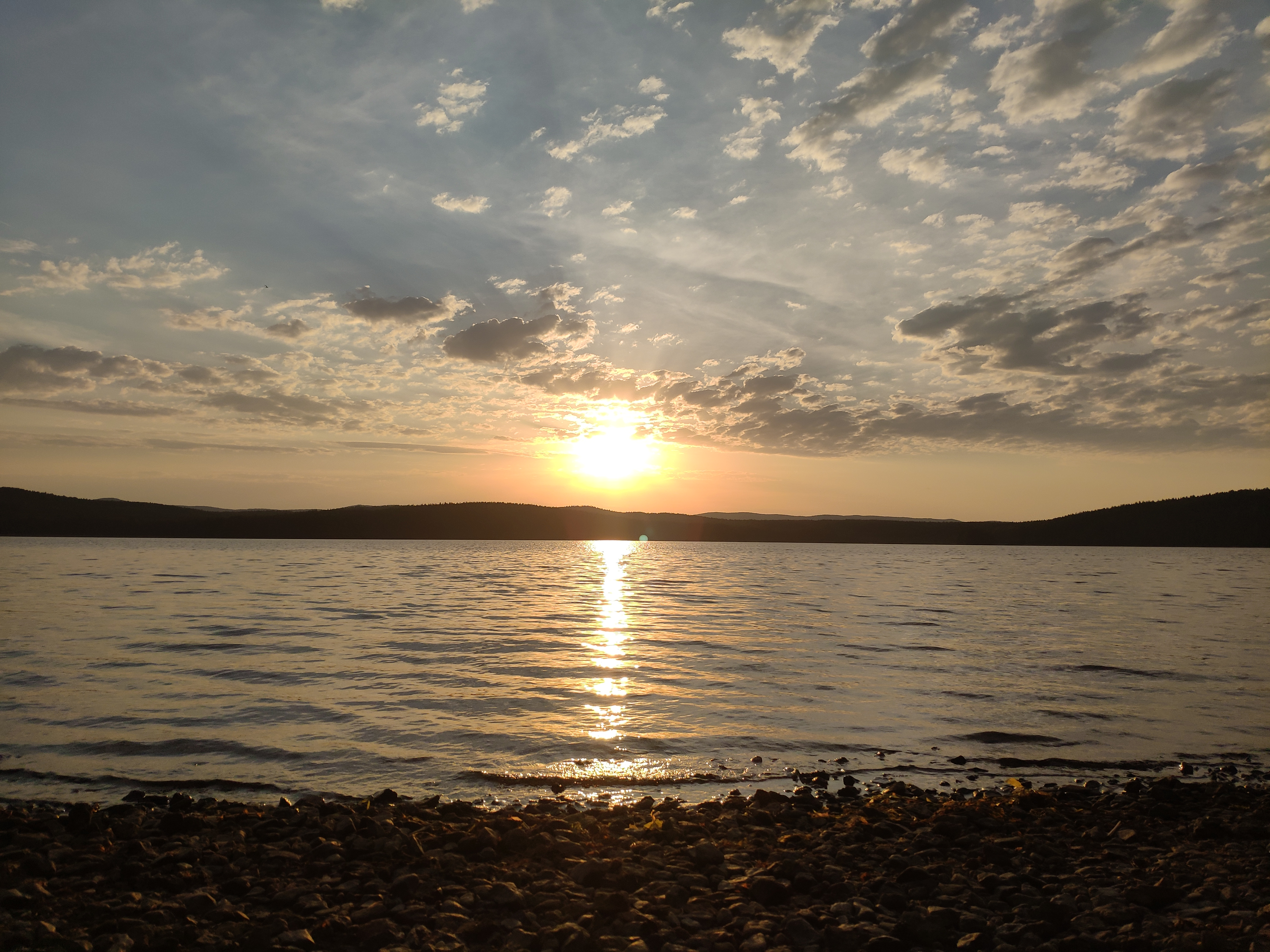

Вокруг Большого Теренкуля много мелких и средних озёр: Большое и Малое Миассово, Савелькуль, Бараус, Кайгусты, Пруд, Малый Кисегач и Малый Сунукуль. Ближайшие населённые пункты — деревни Верхние Караси, Крутолапова, Непряхино и посёлок Кумысный.
Берега песчаные, покрыты бурной растительностью. Озеро наполняют горные ключи. Вода чистая, пресная, прозрачная; её общая жёсткость 1,76 мг•экв/л, pH 7,2. По химическому составу относится к гидрокарбонатному классу магниево-кальциевой группы.
Административно входит в Непряхинское сельское поселение.

## Название
Название переводится как «глубокое озеро» (терен — «глубокий», куль — «озеро»).

## Растительный и животный мир
Дно песочное и каменное. Здесь водятся карась, плотва, окунь и щука.